# Boutteville
Boutteville ist eine französische Gemeinde mit 59 Einwohnern (Stand 1. Januar 2022) im Département Manche in der Region Normandie.  

## Geografie
Boutteville liegt zwischen Sébeville im Westen und Sainte-Marie-du-Mont im Osten, 6,2 Kilometer südwestlich von Utah Beach, etwa 10 Kilometer nördlich von Carentan und 33 Kilometer nördlich von Saint-Lô auf der Halbinsel Cotentin. Die Gemeinde gehört zum Regionalen Naturpark Marais du Cotentin et du Bessin.

## Sehenswürdigkeiten
Das Château de Reuville und sein Gestüt stammen aus dem 19. Jahrhundert. Die Neben- und Vorratsgebäude stammen aus dem 18. Jahrhundert. Das Schloss befindet sich im Privatbesitz.
Das Herrenhaus Manoir de La Cour wurde in der ersten Hälfte des 16. Jahrhunderts erbaut und um 1599 vergrößert. Es befindet sich im Privatbesitz.
Die romanische Pfarrkirche Saint-Hermeland stammt aus dem 11. oder 12. Jahrhundert, das  Spitzbogen-Deckengewölbe wurde im 13. oder 14. Jahrhundert eingebaut. Der Portalvorbau wurde im 16. Jahrhundert errichtet. In der Kirche befindet sich die Grabplatte von Jacques Pillegrain, einem Kanoniker von Coutances, der 1587 verstarb. Die Grabplatte ist seit 1980 als Monument historique (historisches Denkmal) klassifiziert.

## Wirtschaft
Die Wirtschaft von Bouteville ist durch landwirtschaftliche Kleinbetriebe geprägt. Im Jahr 2015 gab es insgesamt 15 Betriebe im Ort, die in der überwiegenden Zahl in der Landwirtschaft und hier vor allem in der Zucht von Hausrindern und der Milchwirtschaft tätig waren.